# Tomás Pellicer (dibujante)
Tomás Pellicer y Álvarez de Araujo (1887-1939) fue un dibujante y caricaturista español.

## Biografía
Habría nacido en 1887. Madrileño, colaboró en publicaciones periódicas como Blanco y Negro y, durante la década de 1920, ABC. Cultivó la caricatura y fue autor, junto a Tono y José Zamora, de la obra teatral Sueño de opio. Pellicer, que trabajó durante un tiempo en la ciudad gallega de La Coruña, falleció en Sevilla, el 18 de febrero de 1939.